# Безымянное (Краснодарский край)
Безымянное — село в муниципальном образовании «город Горячий Ключ» Краснодарского края. Входит в состав Безымянного сельского округа.

## География
Селение расположено в горно-лесной зоне, на берегу реки Псекупс.
В окрестностях села расположено урочище Волчьи ворота.

## История
Согласно Закону Краснодарского края от 10 марта 2004 года № 669-КЗ село вошло в состав образованного муниципального образования город Горячий Ключ.

## Население
| 2002 | 2010 |
| ---- | ---- |
| 788  | ↗883 |

## Инфраструктура
МБОУ ООШ № 15
Путевое хозяйство. Действует железнодорожная платформа Безымянка (на отрезке Горячий Ключ — Туапсе).

## Транспорт
Остановки общественного транспорта «Фанагорийская усадьба», «Безымянное».
Автомобильный и железнодорожный транспорт.